# Mügge Island
Mügge Island ist eine Insel vor der Loubet-Küste des Grahamlands im Norden der Antarktischen Halbinsel. In der Gruppe der Bennett-Inseln liegt sie 2,5 km nördlich des westlichen Endes von Weertman Island.
Luftaufnahmen der US-amerikanischen Ronne Antarctic Research Expedition (1947–1948) und der britischen Falkland Islands and Dependencies Aerial Survey Expedition (1956–1957) dienten ihrer Kartierung. Das UK Antarctic Place-Names Committee benannte sie 1960 nach dem deutschen Mineralogen Johannes Otto Conrad Mügge (1858–1932), der 1895 Pionierarbeiten zur Verformbarkeit von Eis geleistet hatte.